# Erik Ahnborg
Erik Gustaf Ahnborg, född 16 januari 1925 i Helsingborg, död 8 maj 2020 på Lidingö, var en svensk arkitekt. Han är far till arkitekt Johan Ahnborg och arkitekt Per Ahnborg.

## Biografi
Erik Ahnborg tog sin arkitektexamen 1950 på Kungliga Tekniska Högskolan i Stockholm. Därefter hade han anställningar hos Carl-Axel Acking och Sven Hesselgren. Mellan 1952 och 1989 var han verksam på VBB och deras chefsarkitekt från och med 1970. Efter 1989 hade han egen verksamhet på Lidingö. Mellan 1968 och 1971 var han chefredaktör för  tidskriften Arkitektur. 
Har var verksam i Saudiarabien där han ritade bland annat ett bostadsområde i Damman, generalplan för del av Al Kharj, vatten- och avloppsverk i Riadh och Jeddah och Svenska ambassaden i Riyadh. I Sverige gestaltade han konsertscenen Dalhalla samt Radiohuset (tillsammans med Sune Lindström, Poul Kühl 1956–1961) och  Berwaldhallen (tillsammans med S. Lindström). Han var engagerad i bostadsutställningen H55 i Helsingborg år 1955. Han deltog även i utställningen H99 i Helsingborg med två bostadshus. 
Erik Ahnborg avled den 8 maj 2020 efter att ha insjuknat i covid-19. Han är begravd på Lidingö kyrkogård.

## Bilder, verk i urval

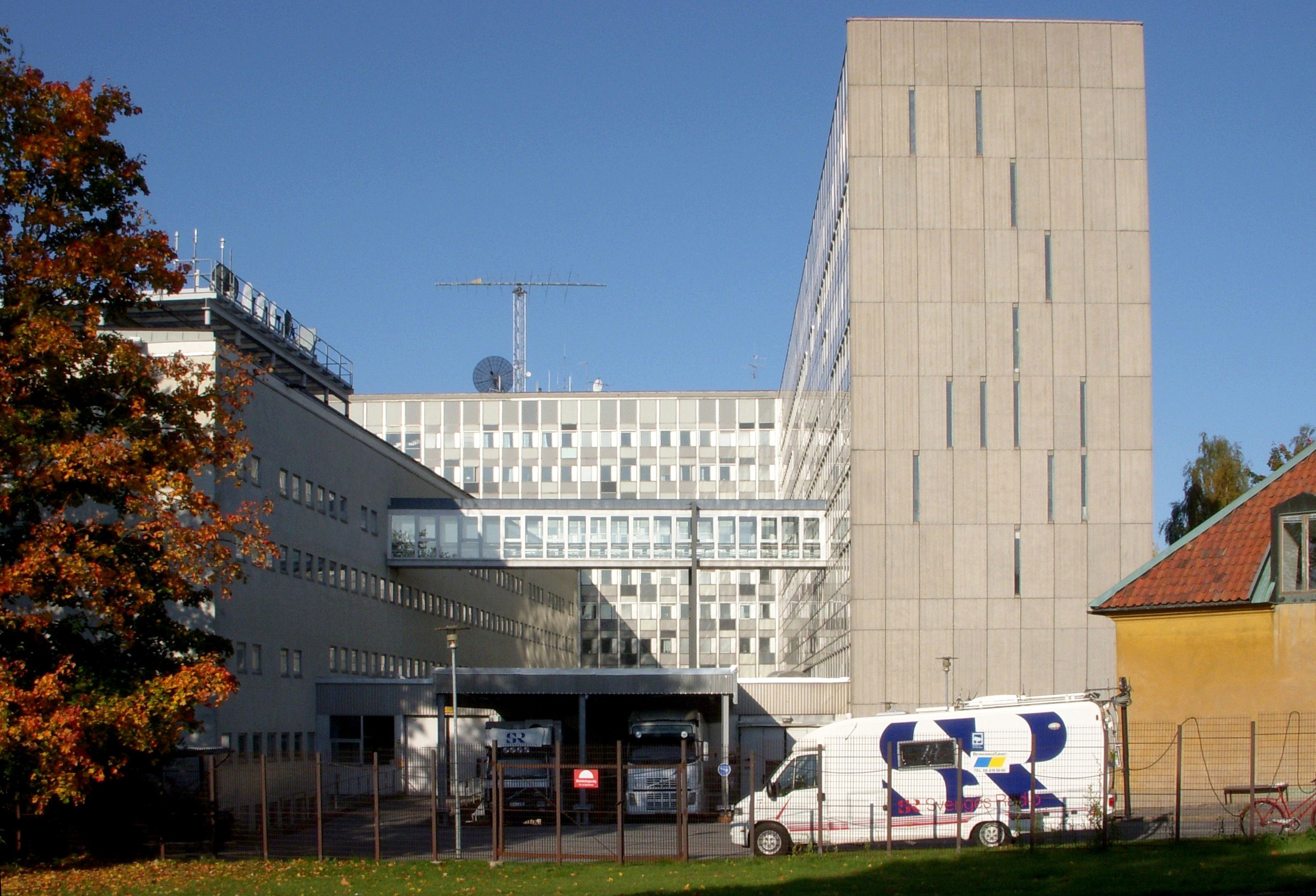
Radiohuset
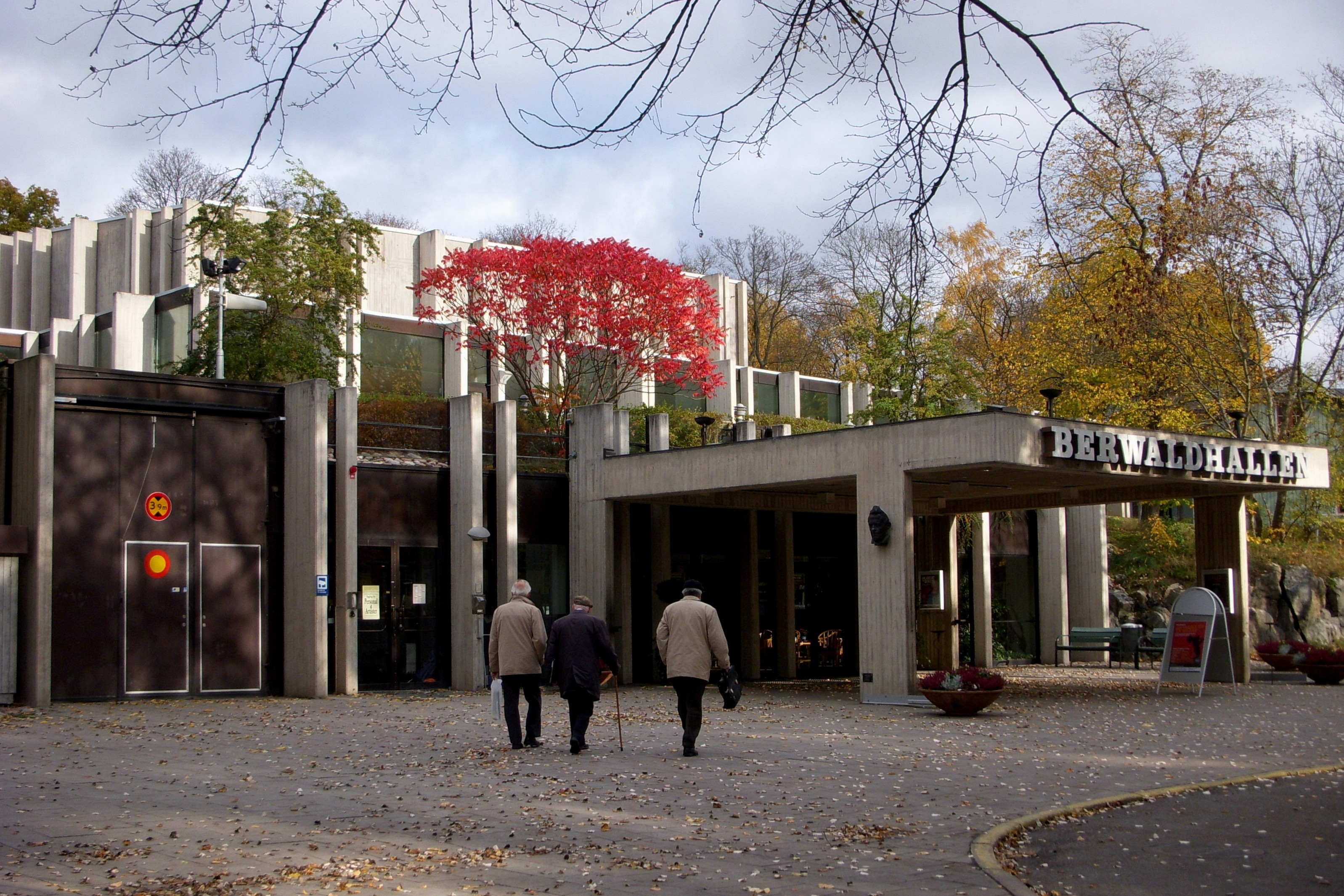
Berwaldhallen
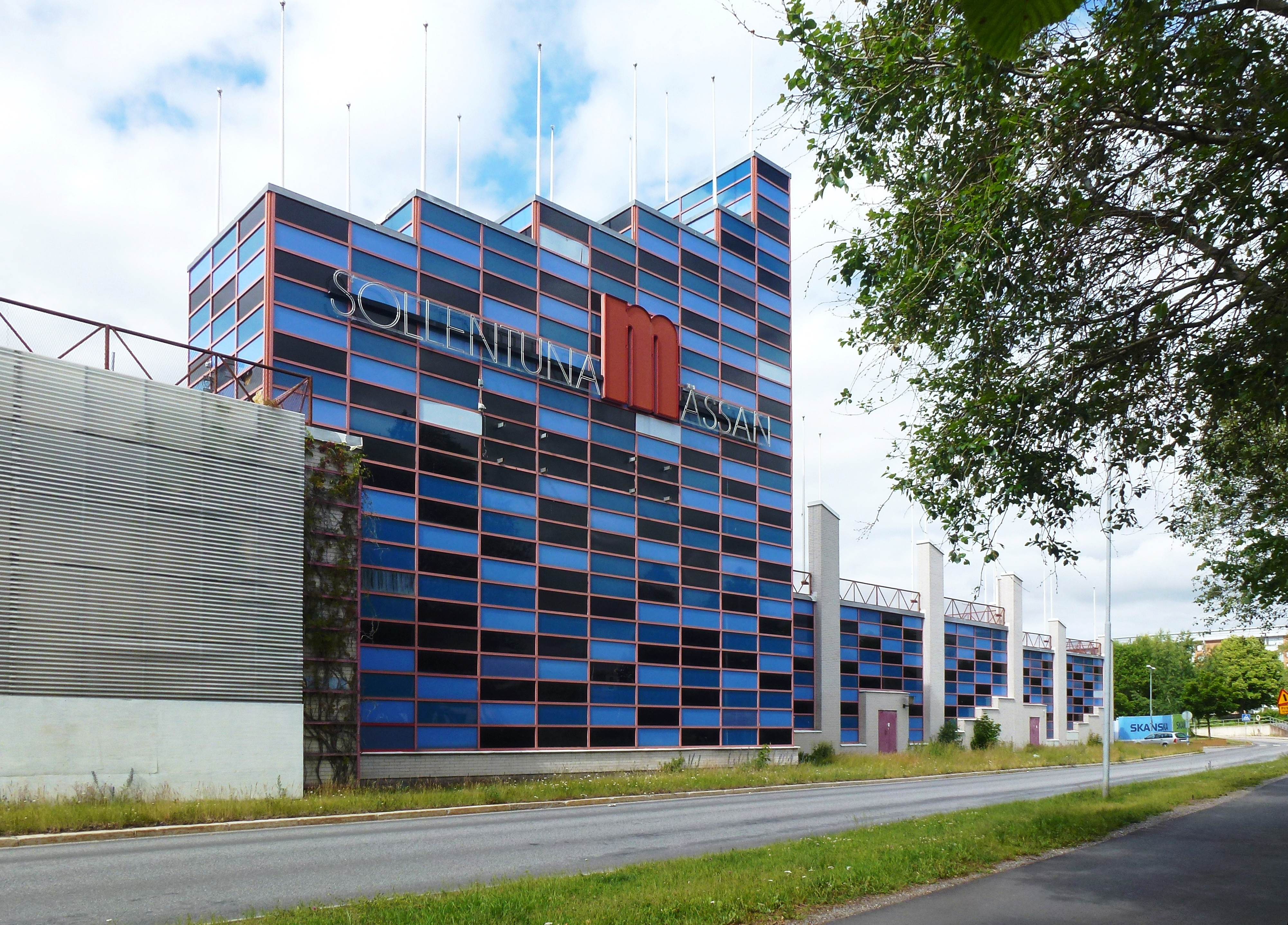
Sollentunamässan
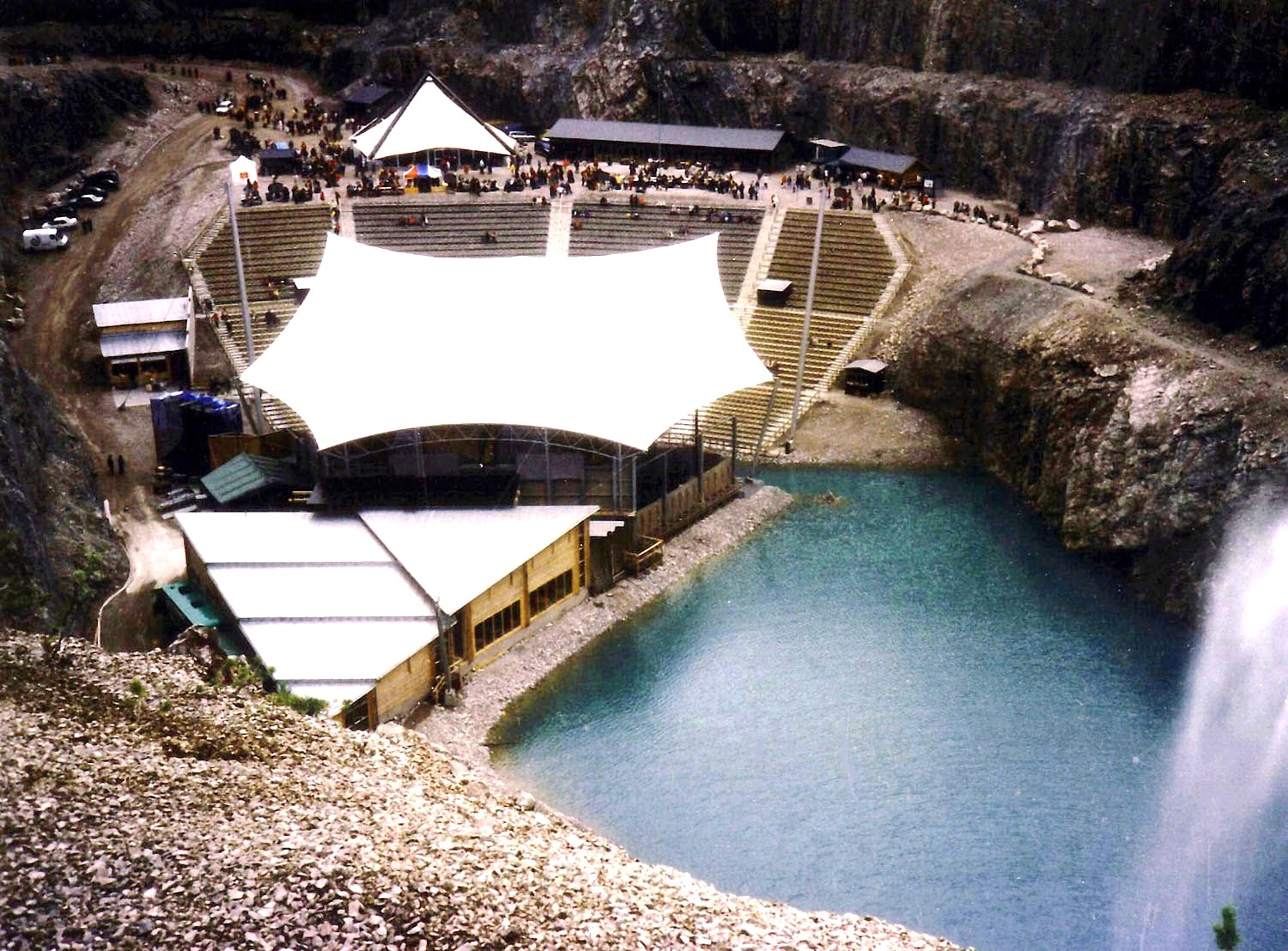
Dalhalla